# Градачац (община)
Община Градачац (босн. и хорв. Opština Gradačac, серб. Општина Градачац) — боснийская община, расположенная в северо-восточной части Федерации Боснии и Герцеговины. Административным центром является город Градачац.

## Население
По данным переписи населения 1991 года, в общине проживал 56581 человек в 38 населённых пунктах. По состоянию на 1998 год оценочно население составляло 44876 человек, на 2012 год проживало примерно 46018 человек.

## Населённые пункты
До 1995 года в состав общины входили населённые пункты, ныне принадлежащие общине Пелагичево. В состав общины Градачац ныне входят следующие населённые пункты:
Аврамовина, Биберово-Поле, Вида, Вучковци, Горня-Мечича, Горня-Трамошница, Горне-Леденице, Горни-Лукавац, Градачац, Доня-Мечича, Доня-Трамошница, Доне-Кречане, Доне-Леденице, Дони-Лукавац, Зелина-Доня, Зелина-Средня, Еловче-Село, Кереп, Мионица, Новаличи, Поребрице, Райска, Сибовац, Срнице-Доне, Срнице-Горне, Турич и Хргови-Дони.